# Lovely
A Lovely Királysága (angolul Kingdom of Lovely), röviden Lovely mikronemzet (önerőből kikiáltott, de nem regisztrált államszerű egység) egy Londonban álló lakás, ami Danny Wallace-é (igaz, most ki van adva.) Éppúgy, mint jó néhány másik mikronemzet, ez egy részben interneten alapult projekt, amelynek saját területe van.
Hivatalos napilapja a Guardian Angel.

## Története
Danny Wallace a Hogyan alapítsunk saját országot (angolul How to Start Your Own Country ) című tv-sorozatban kezdett egy saját országot, a Lovely-t. Még a 2006-os Eurovíziós Dalfesztiválon is részt akart venni a Stop The Mugging And Start The Hugging (Fejezd be a rablást és kezd az ölelést) című számmal. Találkozott Svante Stockseliusszal, aki megértette Danny próbálkozását, de tájékoztatta Danny-t, hogy a Lovely nem vehet részt a versenyen, mert nincs saját nemzeti televízió- vagy rádióállomása, így az Európai Műsorsugárzók Uniója (EBU)-hoz sem csatlakozhat. Emiatt a BBC-hez ment a számával, de a bírók nem voltak megelégedve.
2008-óta Danny Wallace már nem él a lakásban, de ki van adva bérlőknek.

## Érdekesség
A lakosságszám 53 165 fő. Úgy lehetett bekerülni Lovely Királyságába, hogy le kellett magukat fényképezniük a miniállam zászlajával.

## Lovely királyai
|    | Király   | Élt    | Uralkodás kezdete | Uralkodás vége |
| -- | -------- | ------ | ----------------- | -------------- |
| 1. | I. Danny | 1976 – | 2005. Január 1. – |                |